# Högfors, Ljusnarsbergs kommun
Högfors är en gammal bruksort i Ljusnarsbergs socken i Ljusnarsbergs kommun. Riksväg 50 passerar genom Högfors. Orten har fått sitt namn från den fors som rinner genom orten där det gamla bruket låg. Centralt finns Högfors herrgård och ett bruksmuseum som är öppet sommartid. SCB avgränsade här en tätort från 1950 till 1995 och en småort från 1995 till 2023.

## Historia
Järnbruket, som anlades 1766, lades ned 1955. 

### Befolkningsutveckling
| Befolkningsutvecklingen i Högfors 1950–2015   | Befolkningsutvecklingen i Högfors 1950–2015 | Befolkningsutvecklingen i Högfors 1950–2015 | Befolkningsutvecklingen i Högfors 1950–2015 | Befolkningsutvecklingen i Högfors 1950–2015 |
| --------------------------------------------- | ------------------------------------------- | ------------------------------------------- | ------------------------------------------- | ------------------------------------------- |
|                                               |                                             |                                             |                                             |                                             |
| År                                            |                                             |                                             | Folkmängd                                   | Areal (ha)                                  |
| 1950                                          | 1950                                        |                                             | 576                                         |                                             |
| 1960                                          | 1960                                        |                                             | 424                                         |                                             |
| 1965                                          | 1965                                        |                                             | 401                                         |                                             |
| 1970                                          | 1970                                        |                                             | 320                                         |                                             |
| 1975                                          | 1975                                        |                                             | 294                                         |                                             |
| 1980                                          | 1980                                        |                                             | 307                                         | 89                                          |
| 1990                                          | 1990                                        |                                             | 219                                         | 90                                          |
| 1995                                          | 1995                                        |                                             | 136                                         | 59#                                         |
| 2000                                          | 2000                                        |                                             | 125                                         | 59#                                         |
| 2005                                          | 2005                                        |                                             | 93                                          | 59#                                         |
| 2010                                          | 2010                                        |                                             | 101                                         | 58#                                         |
| 2015                                          | 2015                                        |                                             | 57                                          | 25#                                         |
| 2020                                          | 2020                                        |                                             | 54                                          | 25#                                         |
| Anm.: Upphörde som tätort 1995. # Som småort. |                                             |                                             |                                             |                                             |